# Scooby-Doo! Pirates Ahoy!
Scooby-Doo! Pirates Ahoy! is een Amerikaanse animatiefilm, en de tiende film in een serie van direct-naar-video-films gebaseerd op de Scooby-Doo-serie. De film kwam uit op 19 september 2006, en werd geproduceerd door Warner Bros. Animation.

## Verhaal
De film begint op een kleine boot in de Bermudadriehoek. Astrocartograaf Rupert Garcia zit in zijn hut en probeert wijs te worden uit een oude, bizarre sterrenkaart die hij recent heeft bemachtigd. Het schip vaart een mistbank binnen. Een spookachtige piratenbrik duikt op en een aantal zombiepiraten enteren het schip. De bemanning verdwijnt en Garcia verstopt zich in zijn hut. De piratenkapitein Skunbeard en zijn eerste stuurman Woodenleg Wally dringen de hut binnen, maar kunnen Garcia niet vinden. Ze geven de zoektocht op en vertrekken weer. Garcia verlaat het nu lege schip in een reddingsboot.
De volgende dag nodigt Fred de rest van Mystery Inc. uit op een cruise die hij voor zijn verjaardag heeft gekregen van zijn ouders Skip en Peggy. Voordat de boot vertrekt ontmoeten Scooby en Shaggy een sinister ogende man van wie het duo zeker weet dat hij iets in zijn schild voert.
Aan boord van het schip ontmoet de groep de cruisedirecteur Sunny St. Cloud en kapitein Crothers. De kapitein maakt bekend dat ze naar de Bermudadriehoek zullen varen. Zodra het schip bij de driehoek arriveert, ziet men Garcia in de reddingsboot. Hij wordt aan boord gehaald waarna hij zijn verhaal vertelt. De groep vermoedt dat de zombiepiraten deel zijn van wederom een mysterie. Nadat Garcia door de kapitein wordt meegenomen naar het benedendek, landt er een man met een jetpack op het schip. Het blijkt de Engelse miljonair en playboy Biff Wellington te zijn, die bekendstaat om zijn excentrieke levensstijl. Hij zal verder meevaren met het schip.
Die nacht neemt de groep deel aan een gekostumeerd diner. Ook de mysterieuze man die Shaggy en Scooby in de haven zagen is aanwezig. Hij blijkt Mister Mysterio te zijn, een beroemde hypnotiseur. Shaggy en Scooby worden uit het publiek gekozen om hem te helpen met zijn show, maar ze blijken immuun voor Mysterio’s krachten. In plaats daarvan raakt het publiek in een trance, behalve de Mytery Inc.-groep, Garcia en Skip omdat zij net een andere kant op keken. Mysterio heft de hypnose op, en verdwijnt in een rookwolk.
Op dat moment komt de mistbank weer opzetten en hult het hele schip in mist. De spookpiraten keren terug en zaaien paniek. Alle gasten verdwijnen op mysterieuze wijze, inclusief Skip en Peggy. Op dat moment beseft de groep dat ze met een echt mysterie te maken hebben. Alleen zij en Garcia zijn nog aan boord.
Met Garcia’s hulp achtervolgt het team het lichtgevende spoor dat de Brik heeft achtergelaten. Het leidt hen naar een geheime haven. Daar vinden ze Garcia’s oude schip. De groep wordt echter gevangen door de piraten, die hun plannen onthullen. Ze zijn op zoek naar een mysterieuze meteoriet die jaren terug in de Bermudadriehoek is neergestort. Garcia’s kaart zou de locatie van de meteoriet kunnen onthullen. De groep wordt samen met Skip aan de mast van de Brik vastgebonden, maar van de andere verdwenen cruisepassagiers ontbreekt ieder spoor.
De Brik vaart het hart van de driehoek binnen, alwaar men de geesten van de driehoek begint te zien: de USS Cyclops (AC-4), Flight 19 en zelfs een zeemonster. De groep slaagt erin te ontsnappen en verkent het onderdek. Ze vinden daar een hoop moderne apparatuur die duidelijk is gebruikt om de spookbeelden van net te projecteren. Het schip vaart een vreemde ring van rotsen binnen, alwaar de meteoriet wordt gevonden.
De groep zet een val in elkaar, maar die faalt. Er volgt een klassieke Scooby-Doo-achtervolgingsscène, waarbij de piraten uiteindelijk gevangen worden. De piratenkapitein blijkt Wellington te zijn, en de eerste stuurman is Mysterio. De andere piraten zijn allemaal cruisegasten en de passagiers van andere schepen, die door Mysterio waren gehypnotiseerd zodat ze hem gehoorzaamden. Wellington vertelt de groep dat Mysterio hem wijs had gemaakt dat hij de reïncarnatie is van een oude piraat. Met de krachten van de meteoriet zou hij terug kunnen reizen in de tijd. Mysterio’s echte reden om de meteoriet te bemachtigen was omdat het ding van puur goud is.
Dan steekt een zware storm op. De groep besluit de meteoriet terug te gooien in het water, waarna Fred de Brik de ring van stenen uit weet te varen. Nauwelijks zijn ze weg, of de ring zinkt weg in zee.
De film eindigt met dat de passagiers nu de Brik als cruiseschip gebruiken. Ze zetten koers naar Miami, waar Wellington en Mysterio zullen worden gearresteerd.

## Rolverdeling
| Acteur           | Personage                           |
| ---------------- | ----------------------------------- |
| Casey Kasem      | Norville "Shaggy" Rogers            |
| Frank Welker     | Fred Jones, Scooby-Doo              |
| Mindy Cohn       | Velma Dinkley                       |
| Grey DeLisle     | Daphne Blake                        |
| Ron Perlman      | Kapitein Skunkbeard/Biff Wellington |
| Freddy Rodriguez | Rupert Garcia                       |
| Tim Conway       | Skip Jones                          |
| Edie McClurg     | Peggy Jones/Sea Salt Sally          |
| Kathy Najimy     | Sunny St. Cloud                     |
| Arsenio Hall     | Kapitein Crothers                   |
| Dan Castellaneta | Mr. Mysterio/Woodenleg Wally        |